# منطقة فيق
منطقة  فيق منطقة سورية إدارية تتبع محافظة القنيطرة ومركزها مدينة فيق، غالبيّة أراضي منطقة فيق محتلة من قبل إسرائيل منذ حرب 1967 ومعظم بلداتها وقراها مُدمّرة وغالبيّة سكانها نزحوا للداخل السوري، بلغ تعداد سكان المنطقة القاطنين في القسم المحرر 1,947 نسمة حسب التعداد السكاني لعام 2004.

## نواحي منطقة  فيق
- ناحية مركز فيق
- ناحية البطيحة